# Васкес де Коронадо, Франсиско

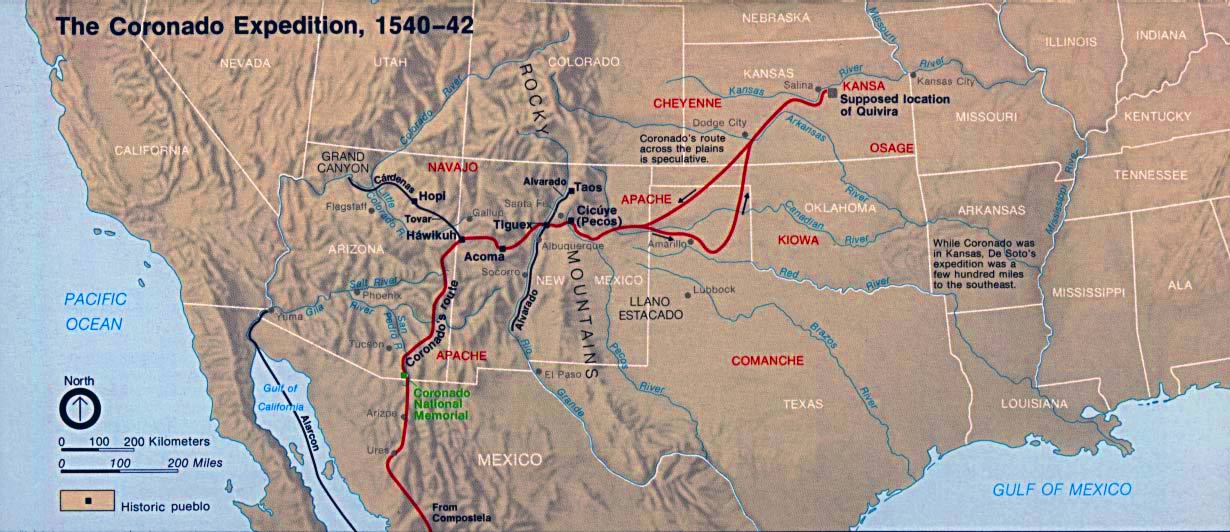
Маршрут странствий Коронадо

Франси́ско Ва́скес де Корона́до (Francisco Vázquez de Coronado y Luján; родился около 1510 года, Саламанка, Испания — умер 22 сентября 1554 года, Мехико) — испанский путешественник, конкистадор, исследователь. Первый европеец, в поисках баснословных семи городов Сиволы посетивший юго-запад современных США и открывший, среди прочего, Скалистые горы и Большой каньон.

## Биография
Уроженец Саламанки, Коронадо прибыл в Новую Испанию в свите вице-короля Антонио де Мендосы в 1535 году. Он отлично зарекомендовал себя подавлением выступлений индейцев и в 1538 году получил назначение губернатором Новой Галисии (северо-запад Мексики). В 1539 году направил на разведку северных земель францисканца Маркоса из Ниццы, который по возвращении убедил испанцев в сказочном богатстве Семи городов Сиболы, расположенных в стране народа зуни, обитавшего на территории Нью-Мексико. Возможно, источником этих слухов были легенды об Ацтлане.

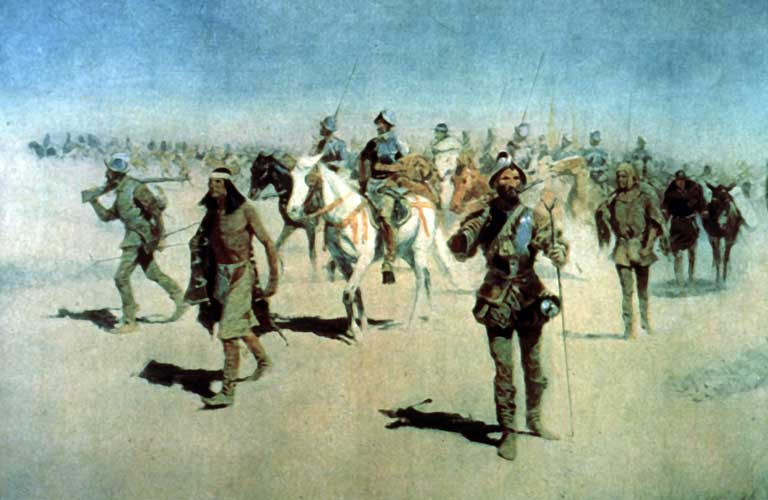
«Коронадо идёт на север», картина Фредерика Ремингтона (1861—1906).

Загоревшись планом покорения северных земель, Коронадо собрал довольно внушительную экспедицию из 320 испанцев (250 конных и 70 пеших солдат), нескольких сотен индейцев и скота и отрядил два корабля под командованием Эрнандо де Аларкона на исследование западного побережья материка.
В июле 1540 года де Коронадо достиг города Сиболы; туземцы встретили его недружественно, и конкистадор принял решение о штурме города. Подозревая его намерения, войско зуни выступило из города в поле. Коронадо в ожесточенном сражении разгромил индейцев, и они отступили в город; преследуя их, испанцы ворвались в Сиболу, сражаясь с туземцами на улицах, покорили её. Рассказы о несметных богатствах города оказались сказкой. «Здесь мы нашли то, что ценили дороже золота или серебра в тот момент, а именно: много кукурузы, бобов и цыплят, которые были больше тех, что разводят в Новой Испании, соль, лучше и белее которой я не видел в своей жизни», — вспоминал Франсиско де Коронадо.
В августе 1540 года Аларкон заплыл в Калифорнийский залив, где открыл устье реки Колорадо. Отряд Гарсии Лопеса де Карденаса дошёл до Аризоны, где первым среди европейцев увидел Гранд-Каньон. Поздней осенью отряды Коронадо соединились в верховьях Рио-Гранде (близ современного Санта-Фе) и расположились на зимовье, которое тревожили набеги индейцев.
Расправившись с туземцами, испанцы весной вышли в техасский каньон Пало-Дуро. Там пришлось задержаться, поскольку Коронадо с 30 всадниками сделал вылазку на север (в Канзас) в поисках славной своими сокровищами Квивиры. Как далеко он зашёл на север — точно не известно: возможно, переправился через Арканзас и добрался до низовьев Миссури. Вместо золота глазам испанцев предстали ничем не примечательные индейские деревни.
В 1542 году Коронадо наконец вернулся в Новую Галисию, разорённый расходами на тщетные поиски сокровищ. Хотя ему пришлось защищаться (без особого успеха) в аудиенсии от обвинений в безответственности и авантюризме, место в городском совете Мехико он сохранял до самой смерти.

## Интересные факты

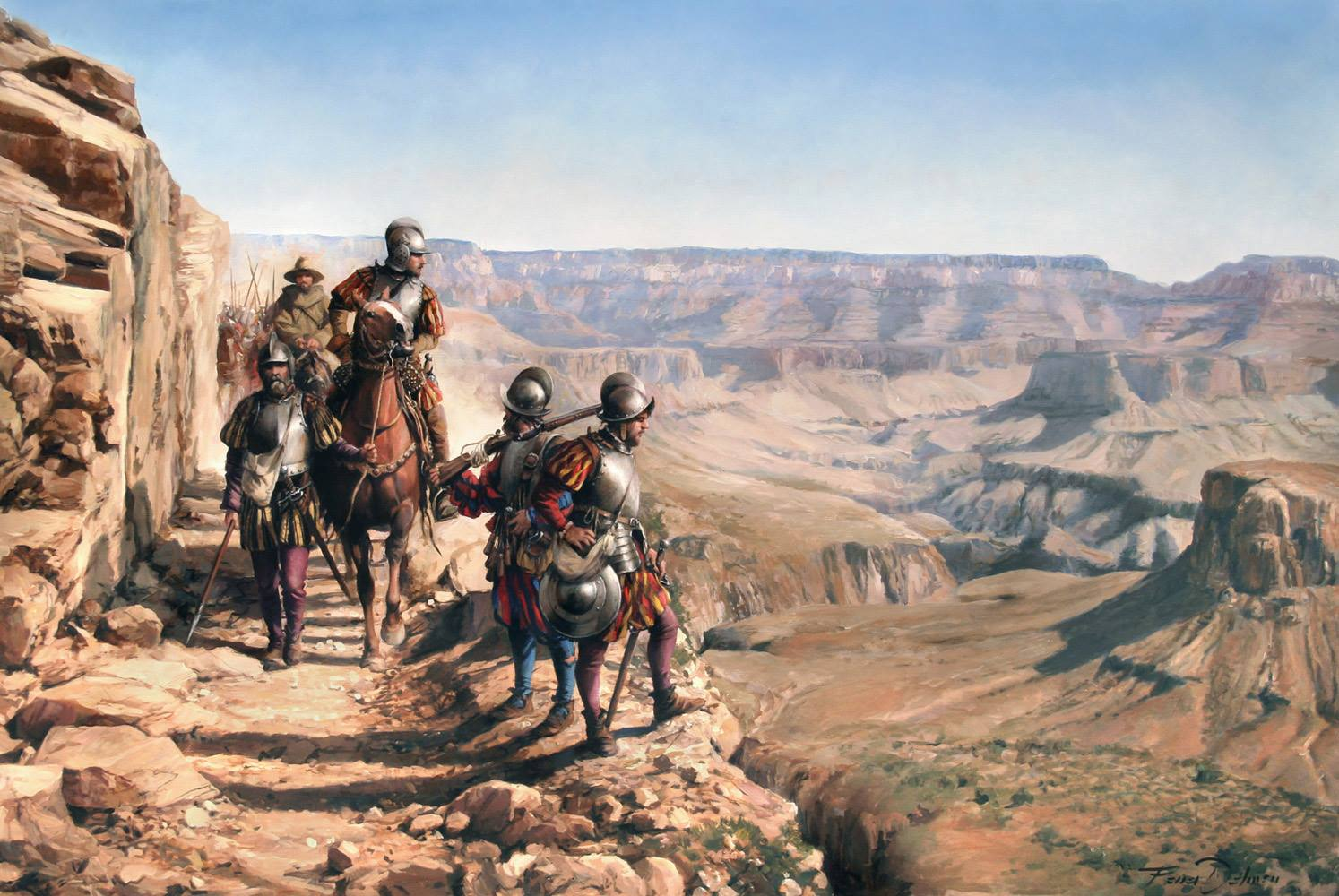
Аугусто Феррер-Дальмау. «Завоевание Колорадо», 1980 г.

- Именем Коронадо назван холм (англ. Coronado Heights) недалеко от города Линдсборг (Канзас) — место, где, по преданию, Коронадо отказался от дальнейших поисков золота и повернул назад в Мексику.
- Фильм «Индиана Джонс и последний крестовый поход» начинается со сцены, в которой юный Индиана пытается заполучить в Юте золотой крест, некогда принадлежавший Коронадо.
- В фильме «Сокровища конкистадоров: Тайна затерянного города» рассказывается, что Коронадо послал сформированный отряд из 1000 солдат во главе с генералом Фернандо де Гамма на поиски Эльдорадо. Но никто из экспедиции не вернулся живым, так как были убиты ожившими скелетами.